# 収容所惑星
『収容所惑星』 (ロシア語: Обитаемый остров )は、ソビエト連邦の作家アルカージー・ストルガツキーとボリス・ストルガツキーによって書かれたSF小説。1969年に執筆され、同年に文芸雑誌「ネヴァ」 (1969年、第3、4、5号、ソビエト作家同盟レニングラード支部発行)に最初に掲載された。1971年に国家検閲官の要求により大幅な変更が加えられて書籍として出版された。この物語は「カンメラー三部作」の最初の一編であり、『蟻塚の中のかぶと虫』と「波が風を消す」という続編がある。この作品は13カ国で24版が出版された。日本では深見弾による訳がハヤカワ文庫から出版されている。

## あらすじ
地球からやって来た若き宇宙探検家マクシム・カンメラーはとある惑星を調査中、宇宙船の故障により地上に不時着する。その惑星：サラクシには地球人とほとんど変わらない種族が地球の20世紀頃のそれと変わらないレベルの文明を気付いていたが惑星を覆うぶ厚い雲により惑星以外の世界を認知せず、また核戦争により大打撃を受けていた。マクシムは惑星の一角を支配する国家の軍隊に囚われるが核戦争によるミュータントと勘違いされ、憲兵隊につれていかれるが途中で住民が突如発狂する様に遭遇し、からくも逃げ出す。最初に知り合いになった憲兵隊員のガイの元に身を寄せたマクシムはこの国が紅蓮創造者なる集団によって支配され、あちこちに林立する塔から発せられる特殊な放射線により国民は白痴にさせれていることを知り、さらにミュータントへの殺戮を見たことにより地下組織を率いて紅蓮創造者とその支配者である遍歴者へ戦いを挑み、彼らの本拠地へ乗り込むが…

## 映像化
2007年には、この小説を原作としたPCゲームとしてStep Creative Groupが開発したアドベンチャーゲーム『 Inhabited Island: Earthling』 、 ウォーゲーミングが開発した戦略ゲーム 『Galactic Assault』 、Orion Gamesが開発した一人称シューティングゲーム『 Inhabited Island: Prisoner of Power』の3作品が発売されている。。
本作を原作とする2部構成のロシア映画『プリズナー・オブ・パワー 囚われの惑星』が2008年12月と2009年4月に公開された。